# دولت‌ها و انقلاب‌های اجتماعی
ایالات و انقلاب‌های اجتماعی: تحلیل تطبیقی فرانسه، روسیه و چین کتابی است که در سال ۱۹۷۹ توسط تدا اسکاچپول منتشر شده است که توسط انتشارات دانشگاه کمبریج منتشر شده است که به بررسی علل انقلاب‌های اجتماعی می‌پردازد. این کتاب در ایران توسط انتشارات سروش و با ترجمه مجيد روئين‌تن در سال 1399 منتشر شد.
در این کتاب، اسکوپول یک تحلیل تاریخی تطبیقی از انقلاب فرانسه از ۱۷۸۹ تا اوایل قرن ۱۹، انقلاب روسیه از ۱۹۳۷ تا ۱۹۳۰ و انقلاب چین در سال ۱۹۱۱ از طریق انقلاب فرهنگی در دهه ۱۹۶۰ انجام می‌دهد. اسکوپول استدلال می‌کند که انقلاب‌های اجتماعی در این ایالت‌ها به دلیل وقوع همزمان فروپاشی دولت و انقلاب دهقانی رخ داده است.
اسکوپول ادعا می‌کند که انقلاب‌های اجتماعی دگرگونی‌های سریع و اساسی دولت و ساختارهای طبقاتی یک جامعه هستند. او این را از شورش‌های صرف، که شامل شورش طبقات زیردستان است، اما ممکن است تغییر ساختاری ایجاد نکند، و از انقلاب‌های سیاسی که ممکن است ساختارهای دولتی را تغییر دهند، اما ساختارهای اجتماعی را تغییر نمی‌دهند، متمایز می‌کند. او استدلال می‌کند که آنچه در مورد انقلاب‌های اجتماعی منحصربه‌فرد است این است که تغییرات اساسی در ساختار اجتماعی و ساختار سیاسی به شکلی متقابلاً تقویت‌کننده رخ می‌دهد و این تغییرات از طریق کشمکش‌های شدید اجتماعی-سیاسی رخ می‌دهد. همگرایی شورش دهقانان از یک سو و فشارهای بین‌المللی که باعث فروپاشی دولت می‌شود از سوی دیگر باعث جنبش‌های اجتماعی انقلابی می‌شود.
این کتاب در مطالعه انقلاب‌ها بسیار تأثیرگذار بود و به عنوان راه‌اندازی پارادایم جدیدی شناخته شده است.

## تاریخچه
این کتاب در ۱۹۸۷ نوشته شده است و برگرفته از پایان‌نامه دکترای اسکوپول است که توسط جورج هومنز، دانیل بل و سیمور مارتین لیپست راهنمایی شده است. او تحت تأثیر آثار برینگتون مور، جونیور، راینهارد بندیکس و ساموئل پی هانتینگتون قرار گرفته بود. پروژه او به عنوان یک مقاله سمینار فارغ‌التحصیل در مورد مقایسه انقلاب‌ها آغاز شد که توسط دانیل بل خوانده شد و به او پیشنهاد کرد که باید پایان‌نامه خود را در این زمینه انجام دهد.

## خلاصه داستان
این کتاب از روش‌های توافق و تفاوت جان استوارت میل در انتخاب مورد استفاده می‌کند. این کتاب تعمیم پذیر نیست: فقط در مورد موارد خاصی که در کتاب مورد مطالعه قرار گرفته‌اند کاربرد دارد. این کتاب از ردیابی فرایند استفاده می‌کند. در حالی که تمرکز اصلی بر فرانسه، روسیه و چین است، او همچنین «لحظه‌های بحران انقلابی» را در قرن هفدهم انگلستان، قرن نوزدهم پروس و قرن نوزدهم ژاپن بررسی می‌کند. این موارد اضافی از اسکوپول از «انتخاب بر روی متغیر وابسته» جلوگیری می‌کند - فقط به مواردی که انقلاب‌ها به عنوان راهی برای درک علل انقلاب در نظر می‌گیرند - که یک نقص روش شناختی بود. موارد اضافی به عنوان «کنترل» عمل می‌کنند. قبل از اینکه انقلاب‌های اجتماعی رخ دهند، او می‌گوید که قدرت اداری و نظامی یک دولت باید فروپاشد؛ بنابراین، فرانسه، روسیه و چین پیش از انقلاب، دولت‌های مستحکمی داشتند که بر اقتصادهای بزرگ کشاورزی تسلط داشتند، جایی که دولت امپراتوری و طبقات بالای زمین‌دار در کنترل و بهره‌کشی از دهقانان همکاری می‌کردند. با این حال، سلطنت در هر یک از این کشورها با یک معضل فوق‌العاده مواجه بود: از یک سو، مقابله با نفوذ قدرت‌های خارجی و از سوی دیگر، مقاومت طبقات سیاسی و مسلط داخلی در برابر افزایش منابع. انقلابی مانند انقلاب فرانسه نیز خود را با عاملی مهم از قدرت که با درگیری‌های اجتماعی، سیاسی و اقتصادی همراه بود، روبرو کرد. او فرآیندهایی را توصیف می‌کند که در آن دستگاه اداری و نظامی مرکزی در این کشورها فروپاشید و باعث شد که روابط طبقاتی در برابر حملات از پایین آسیب‌پذیر شوند.

## پذیرایی
انتقاد از کتاب اسکاپول حول تأکید او بر عاملیت (نقش افراد و ایدئولوژی) و استفاده ترکیبی او از راهبردهای روش شناختی مقایسه ای است. ایرا کاتزنلسون مخالف است که استفاده اسکوپول از روش تفاوت JS Mill به او اجازه می‌دهد بر مشکلات مرتبط با بسیاری از متغیرهای بالقوه غلبه کند. به گفته استیو فاف، کتاب اسکاپول «ژانر متمایزی از تحلیل دولت-جامعه نئو وبری را ایجاد کرد و به طور گسترده‌تر، به عنوان اثری امضاکننده در زیرشاخه‌های تاریخی و تطبیقی جدید در جامعه‌شناسی و سیاست تطبیقی عمل کرد.» او می‌گوید که اسکاپول طبقه متوسط شهری انقلابی را در هر یک از ایالت‌هایی که مورد مطالعه قرار می‌دهد به عنوان «کارآفرینان سیاسی» معرفی می‌کند، زیرا پس از آنکه طبقه دهقان با موفقیت دولت حاکم را تضعیف کرد، افسار انقلاب را به دست می‌گیرند. به گفته پفاف، کتاب اسکوپول به وضوح به عنوان محصولی از سیاست دهه ۱۹۷۰ قابل شناسایی است. او «به راه اندازی نسل جدیدی از تحقیقات تطبیقی در مورد بزرگترین و پیامدترین پرسش‌های تاریخی کمک کرد.» پفاف ادامه می‌دهد، حتی اگر اسکوپول دلایلی را که ممکن است باعث بحران دولتی و بسیج مردم شود، توضیح نمی‌دهد، «و اگر در شور و شوق خود برای انقلاب، دستاوردهای تحول انقلابی را بیش از حد ارزیابی می‌کرد، با این حال کتاب شایسته جایگاه خود در میان آثار متعارف تحقیق تطبیقی و تاریخی است».